# Poplitz

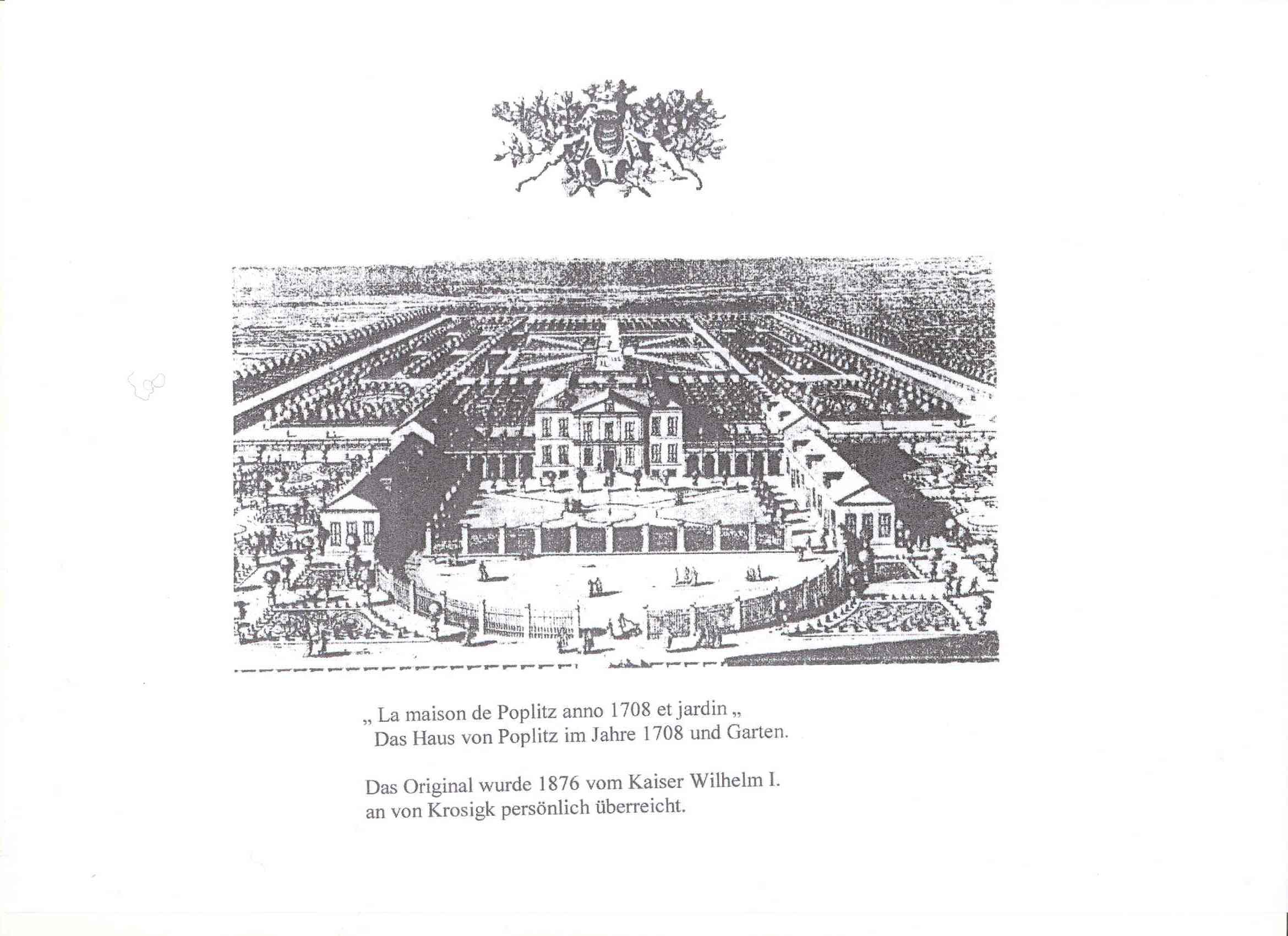
La maison de Poplitz

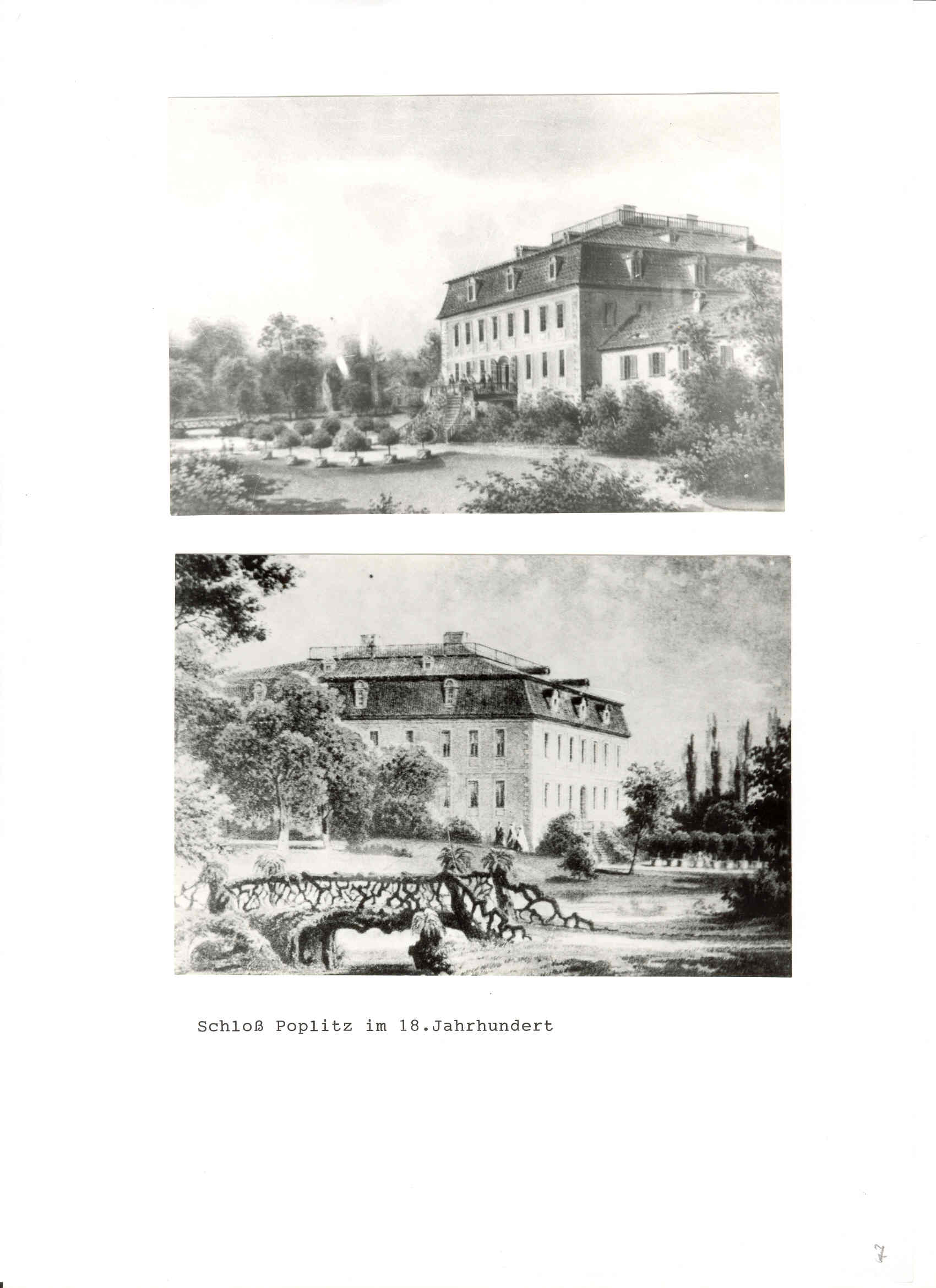
Schloss Poplitz

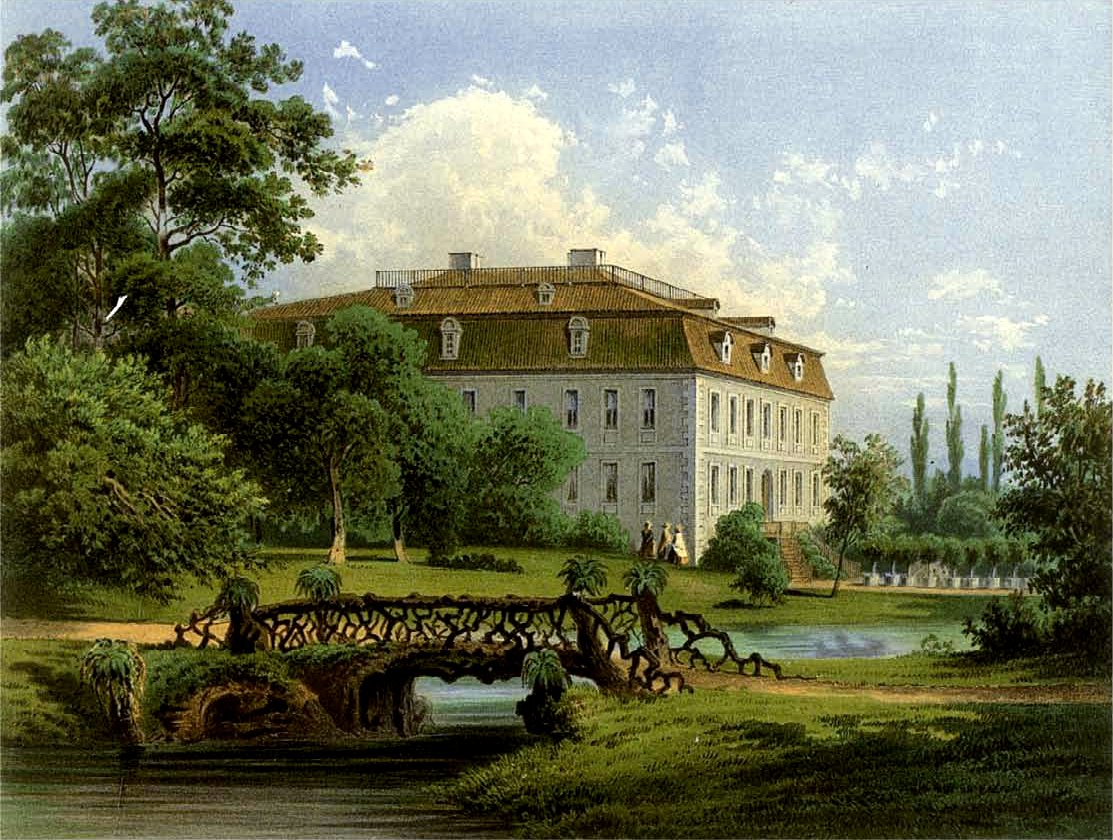
Schloss Poplitz um 1859/60, Sammlung Alexander Duncker

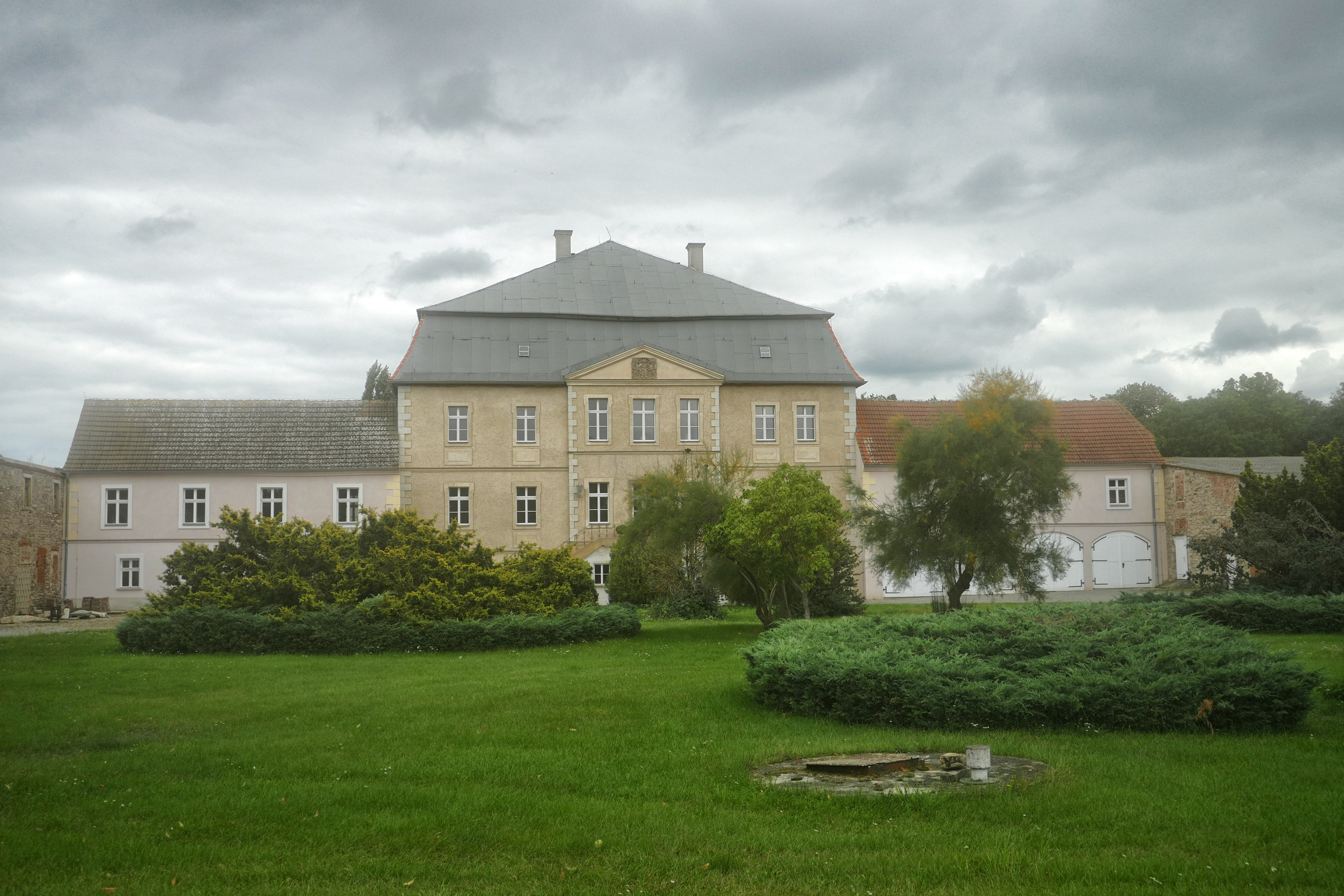
Schloss Poplitz 2021

Poplitz ist ein Ortsteil der Stadt Könnern in Sachsen-Anhalt. Der Ort war Teil der bis zum 1. Januar 2005 selbständigen Gemeinde Beesenlaublingen und liegt rechts der Saale. Unmittelbar nördlich von Poplitz überquert die Bundesautobahn 14 die Saale.

## Geschichte
Das alte Dorf Poplitz, das im 15. Jahrhundert wüst wurde, verfügte über 18 Hufen und 18 Bauernhöfe. Dem Erzbischof von Magdeburg unterstanden nur 4 Höfe und 4 Hufen, während zu Anhalt-Bernburg 14 Höfe und 14 Hufen gehörten. Im Mittelalter waren die von Krosigk Herren der Grafschaft Alsleben. Die Grafschaft reichte im Norden bis Kustrena-Unterpeißen, im Osten bis Leau-Ilbersdorf, im Süden bis Zellewitz-Ilewitz und im Westen bis Schackstedt-Piesdorf.
Der Name Poplitz kommt aus dem Sorbischen (popel = Asche), so wäre die Übersetzung Aschenort. Fürst Christian II. von Anhalt-Bernburg belehnte am 19. Januar 1630 die Erben Vollrats von Krosigk mit den Gütern (Plötzkauer Amtshandelsbuch 1586–1589). Vor dieser Zeit war es der Stammsitz eines adligen Geschlechts derer von Poplitz. Ein Hans von Poplitz war von 1473 bis 1480 Schultheiß (Richter, Vollstrecker) zu Halle. Über den letzten von Poplitz, Markus, wird berichtet, dass ihm ein Hof in Poplitz mit 9 Hufen, Wiesenwuchs, Baumgarten und 3 Werder (ein Werder ist eine Insel), weiterhin auch die Kahnfähre über die Saale nach Alsleben gehörte. Nach Markus erwarb ein Tilo von Knebel (oder von Knobln) diese Ländereien, die er 1522 an Lorenz von Krosigk († 1534) veräußerte.
Lorenz von Krosigk, der einzige Sohn von Heinrich von Krosigk († 1487), erbte von seinem Vater die Grafschaft Alsleben und kaufte von Tilo von Knebel 1522 neben Poplitz und Laublingen auch das angrenzende Rittergut Beesen. Poplitz verleibte Lorenz der Grafschaft Alsleben ein. Es blieb ein Teil dieser Grafschaft, bis es Heinrich von Krosigk 1612 seinem Lehnsvetter Vollrad von Krosigk († 1626) verkaufte. Vollrads Vater Vollrad von Krosigk († 1597) war der einzige Sohn von Vollrad von Krosigk († 1545), dem Stifter der Linie des Stammguts Beesen und jüngsten Sohn von Lorenz von Krosigk. Vollrad junior war jetzt Erbherr auf Beesen, Kustrena, Peißen, Bebitz, Trebitz, Gröna, Lebendorf, Leau, Poplitz mit Laublingen und Pregelmühle. Vollrads Sohn Vollrad Ludolf von Krosigk (1620–1671) teilte den Besitz unter seinen drei Söhnen auf:
- Vollrat Busse (1654–1719)[7] erhielt Schloss Beesen (Altbeesen) und die Hälfte der Grundstücke mit Lehen und Zinsen.
- Bernhard Friedrich (1656–1714) übernahm Poplitz mit Laublingen und Pegelmühle sowie Plötzkau mit Gröna.
- Levin August (1658–1686) erhielt das neu erbaute Haus (Neubeesen 1596) mit der anderen Hälfte der Grundstücke mit Lehen und Zinsen.

Der zweite Sohn, Bernhard Friedrich, ist somit der Stammvater der Poplitzer Linie und die Nachfahren nannten sich Herren auf Poplitz. Bernhard Friedrich ließ das jetzige Schloss 1671 auf den Grundmauern des alten Herrenhauses bauen. Ein Nonnenkloster nach einer alten Sage hat es hier niemals gegeben. Aus dem alten Bau ließ er den als Popelmännchen bezeichneten Eckstein in den nördlichen Eckpfeiler einsetzen. Der Magister (Lehrer und Meister) Peter Kolbe war mit dem Bau beauftragt. Das Schloss ist ein zweistöckiges, würfelförmiges Haus. Ein einziges hohes Dach, mit Galerie zur Beobachtung der Sterne, bedeckte den Bau, der sich möglicherweise auch über einen früheren Innenhof erstreckte. Die vier Flügel wurden zu Logier- und Wohnzimmer, Rittersaal usw. ausgebaut. Im Erdgeschoss waren die großen Keller, Dienerwohnungen, Küche und Vorratskammern. Den Park ließ er anlegen, die berühmte Lindenallee, die Taxushecken; alles im Stil seiner Zeit.
Weiterhin sorgte Bernhard Friedrich von Krosigk für die Alten seiner Leibeigenen und ließ das Hospital für zwölf Personen 1689 bauen. Zu Sicherheit für das Hospital legte er eine Hypothek an. Die ersten Bewohner waren: ein 57-jähriger Invalide, welcher auch Vorsänger war, ein 80-jähriger Futterschneider des Gutes, ein 90-jähriger ehemaliger Anspänner aus Laublingen, ein alter Zimmermann, welcher bettelte, eine 70-jährige Witwe, noch eine Witwe mit ihren 18-jährigen Sohn, eine Witwe aus Peißen, ein alter Schuster und dessen Ehefrau und die Mutter eines Alslebener Bürgers. Die Einwohner des Spittels, welche verstarben, wurden auf dem Gottesacker in Poplitz beigesetzt. Die Insassen erhielten zweimal am Tage ihre Speisen und Getränke aus der Küche des Schlosses und alle zwei Jahre eine notdürftige Kleidung. Im Hospital wurde täglich morgens, mittags und abends gebetet. Die Betstunden Führte ein lese und schreibkundiger Insasse aus. Dieser Insasse musste täglich Protokoll führen und das Brot verteilen, dafür erhielt er 3 Taler. Der Pfarrer wurde als Inspektor eingesetzt mit dem Verwalter des Gutes. Die Einweihung fand am 18. Juli 1689, nachmittags 3 Uhr statt. Die Einweihung führten die Schwestern von Bernhard Friedrich durch, es waren Sophie Elisebeth und Eleonore von der Schulenburg. Der Lektor des Hospitals musste gleichzeitig die Kinder von Poplitz unterrichten.
1690 bevollmächtigte Herzog Anton Ulrich von Braunschweig-Wolfenbüttel, Bernhard Friedrich von Krosigk nach Haag. Bernhard Friedrich befasste sich mit astronomischen und völkerkundlichen Studien. Er ließ ein Observatorium in Archangelsk bauen und beauftragte seinen Magister Peter Kolbe 1705–1712 nach Kapland in Südafrika. Hier wurde am Kap der Guten Hoffnung auch ein Observatorium errichtet. Er sollte auch völkerkundliche Forschungen über die Khoi Khoi durchführen. Im Gegensatz zu den meisten Zeitgenossen war ihm rassistisches Verhalten gegenüber den Einheimischen fremd. In der Ausstellung „Georg Schmidt und die Khoi-Khoi“ im November 1987 im Museum für Völkerkunde Dresden zeigte man die völkerkundliche Beschreibung von Magister Kolbe, welcher er im Auftrage von Krosigk in Südafrika zusammengetragen hatte.
Im Alter übernahm Bernhard Friedrich von Krosigk den Grundbesitz der Freien Herrlichkeit in Ober-Yssel in Holland. Nach seinem Tod übernahm sein Sohn Rudolf August den Besitz von Poplitz († 1739). Danach dessen Sohn Bernhard August (* 1735), dieser starb schon als Kind. Der Bruder von Rudolf August, Heinrich von Krosigk (1700–1746), auf Gröna, übernimmt die Linie Poplitz. Danach sein Sohn Ferdinand Anton (1743–1805). Dieser war Landrat des Saalkreises, Alsleben gehörte damals dazu. Zum Besitz von Poplitz, für Erbregelung zu einem Familienfideikommiss umgebildet, gehörte Laublingen mit Pregelmühle, Peißen, Gröna mit Leau und Groß Böhla in Sachsen. Später kaufte er von seinem Vetter Karl Eschwin von Krosigk Beesedau hinzu. Ferdinand Anton war mit Dorothea Luise von Cramm aus dem Braunschweigischen verheiratet. Um ihr Vermögen von Braunschweig, was Ausland war, nach Preußen zu bringen, brauchte er die Genehmigung von Friedrich dem Großen. Aus der Ehe entsprangen 14 Kinder. 6 Söhne und 4 Töchter blieben am Leben. Es waren Dedo als Majoratserbe, Heinrich Ferdinand („der böse Baron von Krosigk“, nach dem Roman von Paul Schreckenbach; verheiratet mit Friederike von Schurff), Ludwig (Major im Befreiungskrieg), Ernst (Generalleutnant), Friedrich (erbte Groß Böhla) war Regierungspräsident von 1841 bis 1848 in Merseburg, Anton (erhielt Gröna), Friederike Anna (heiratete Friedrich Lebrecht von Trotha), Charlotte (unverheiratet), Antoinette (umstrittene Person, heiratete von Einsiedel), sie machte für ihren Bruder Heinrich die Hofdame. Pastor Moldenhauer verliebte sich in Antoinette. Er übernahm später die Pfarrstelle seines Vaters in Unterpeißen.
Ferdinand Anton ließ drei kleine zweistöckige Flügel am Schloss anbauen und errichtet den Getreideboden, dadurch entstand der Herrschafts- und Wirtschaftshof. Für seine Leibeigenen errichtete er die Poplitzer Reihe mit einer Kastanienallee. Nach dem Hochwasser von 1799 wurde im Park ein Damm errichtet, dadurch entstanden die kleinen Teiche im Park. Am 7. Juli 1805 starb er. Seine Leiche wurde im Turm der Kirche von Laublingen beigesetzt. Dedo und Heinrich Ferdinand übernahmen gemeinsam das Erbe von etwa 1200 Morgen Feld, 200 Morgen Wiesen, 150 Morgen Wald (Zinkenbusch, Beesedauer Busch, Saaleufer, Weidholz, Reinhardsbusch, Pritschke und Erdküte), 100 Morgen Solweiden, 100 Morgen Plantagen, Hutungen und Umland sowie 50 Morgen Park und 4 Gärten. Ein Ökonomieverwalter war für die Felder, ein Jäger für Büsche und Plantagen und der Hofmeister Kupfernagel für den Wirtschaftshof verantwortlich. Die Ziegelei leitete der Meister Winterfeld. Es gab weiter einen Schafmeister, einen Reitknecht Johann Leberecht Butzmann, einen Schweinehirt Schmidt, einen Schmied Becker, einen Stellmacher Fink und einen Gärtner. In der Reihe wohnten 17 Drescher. Die Bediensteten im Schloss waren ein Kutscher, eine Köchin und ein Hausmädchen.
Von 1806 bis 1813 war Poplitz sehr stark durch französische Einquartierung belastet. 30.000 Taler Zwangsanleihe mussten an das Königreich Westphalen erbracht werden. Dedo war Regierungsrat in Halberstadt und später Landrat des Saalkreises. 1818 kaufte er den Edelhof in Mukrena von einem von Röder. Am 15. Oktober 1840 erhielt der Grundbesitz Poplitz die Erbtruchsesswürde (Ehrenamt des Leiters der herzoglichen Hofhaltung) im Herzogtum Magdeburg. Dedo starb am 21. März 1857. Poplitz galt als Mannlehn-Rittergut, mit Anwartschaft der Anhalt-Bernburgischen Familienlinien.
Vollrath von Krosigk, Sohn Dedos, wurde am 31. Mai 1819 geboren. Er übernahm 1847 von seinem Vater pachtweise den Besitz. Er führte in der Wirtschaft englische landwirtschaftliche Maschinen und Geräte ein sowie neue Sämereien und Viehrassen. Für sein fortschrittliches Vorhaben suchte er praktisch tüchtige Inspektoren. Einige sind bekannt, es waren Lehnicke, Maaß, Neumann und Wohlfahrt. Poplitz wurde als Musterwirtschaft ausgebaut. Viele junge Landwirte erlernten in Poplitz die vorbildliche Landwirtschaft. 1865 wurde Vollrat preußischer Kammerherr.
Nachdem Vollrath 1871 aus dem französischen Krieg zurückgekehrt war, ließ er nach französischem Vorbild den französischen Garten am Hospital anlegen, in welchem nur Kernobst Formbäume und Pfirsiche angepflanzt wurden. Auch die alten Gärten wurden in vorstehender Weise nach und nach neu bepflanzt. Die Poplitzer Gärten waren bis zu seinem Tode am 18. August 1889 wahre Mustergärten, eine Lehranstalt für alle Obstzüchter, nicht bloß für die nächste Umgebung, sondern auch für die ganze Provinz Sachsen und Land Anhalt. Hier holten sich die Obstzüchter die Edelreiser unentgeltlich und suchten ihre Kenntnisse zu vermehren. Auf Anregung von Vollrat von Krosigk wurde der Provinzial-Obst-Mustergarten in Diemitz bei Halle angelegt. Nach dem Tode von Vollrat von Krosigk-Poplitz suchte der Pastor Friedrich in Trebnitz durch Anlegen von Obstgärten die Obstkultur weiter zu fördern und hatte glänzende Resultate.
1880 wurde er Wirklicher Geheimrat und Vorsitzender des Provinziallandtages und Provinzialausschusses. Dem industriellen Aufbau von Ernst war er gut gesinnt. Er setzte durch, dass der Abfluss der Spiritusfabrik nicht mehr in den Kuhfurt geleitet wurde. Die Hofbreite wurde von Poplitz nach Beesenlaublingen eingemeindet. Er setzte sich für die Kanalverbindung Elbe-Weser ein, die vom Schiffsdirektor Gustav Baumeier aus Alsleben ausgearbeitet wurde. Die Straße Mukrena–Bebitz durch Beesenlaublingen wurde befestigt, der Feldweg Beesenlaublingen–Beesedau über den Pfingstanger wurde errichtet, die Braunschweigerstraße (B6) wurde am Radeberg verlegt und bis Könnern gepflastert. Die Kreisstraße Zoll bis zur Grenze Anhalt wurde angelegt und die Schmiedegasse erhielt Pflaster. Zu Ehren seiner ersten verstorbenen Frau legte er die Elisabethstiftung mit 1200 Talern an. Jährlich erhielten zwei Schülerinnen die Zinsen dieser Stiftung. Für den Bau der Schule Mukrena 1863 schenkte er 200 Taler. Den westlichen Teil des Radeberges ließ er mit Buschwerk, Lärchen, Tannen usw. bepflanzen. Als er am 18. August 1889 starb, wurde er von allen Bevölkerungsschichten betrauert. 1890 gründeten die Krosigker Familienlinien Poplitz und Hohenerxleben einen Familienverband in Form einer Stiftung.
Der zweite Sohn von Vollrat, Anton Ferdinand (1858–1919) übernahm das Erbe. Anton erbaute die Dampfziegelei in Poplitz. Viele unglückliche Schicksalsschläge trafen ihn, so dass er das Familiengut auf 18 Jahre verpachtete. Nach der Pachtzeit gab der Landwirt Johannes Kiesel das Gut Poplitz zurück. Da Anton von Krosigk am 20. Oktober 1919 starb, war die Poplitzer Familienlinie indirekt ausgestorben, die nachfolgenden Besitzer stammten aber von Vorfahren ab, die noch in Poplitz geboren waren. Den Grundbesitz übernahmen die von Krosigk-Düngeda und verpachteten Anfang der 1920er Jahre die 430 ha große Begüterung.
Am 27. Februar 1928 übernahm das Anwesen der Landwirt Fritz von Krosigk, geboren am 17. März 1901 in Kiel. Sein Wohnsitz war vorläufig noch in Seeburg. 1930 siedelte er nach Poplitz über. Als erste soziale Maßnahmen ließ er die Arbeiterhäuser, die so genannte Reihe, erneuern, ein Teil abbrechen und im südlichen Teil der Reihe ersetzen. 1936 kamen zum ersten Male zahlreiche Familien der von Krosigk in Hohenerxleben zu einem Familientag zusammen. Die Weihe eines schlichten Ehrenmales von acht im Ersten Weltkrieg gefallenen Familienmitgliedern war die Hauptangelegenheit. Eine Inschrift besagt, dass 34 Krosigks von 1914 bis 1918 Soldat waren. Der Senior der Familie war der Admiral a. D. Günther von Krosigk. Er wurde 1938 zwischen dem Mausoleum und Schloss in Poplitz beigesetzt und ist nach dem Genealogischen Handbuch des Adels der Großvater des genannten Landwirts Fritz von Krosigk-Poplitz. 1939 wurde der Umbau des Schlosses durchgeführt, es bekam elektrischen Strom. Weiterhin wurde das Landdienstheim gebaut. Am 1. November 1928 wurde Poplitz als Gutsbezirk aufgelöst und zu Beesenlaublingen eingemeindet, am gleichen Tage geschah es auch mit der Domäne Neubeesen.
Das Gut Poplitz wurde 1945 durch die Bodenreform enteignet, die Familie Fritz von Krosigk mussten das Schloss verlassen und zog nach Hamburg. Am 10. September 1956 starb Fritz von Krosigk in Hamburg-Klein Flottbek.
Bis 1878 hatte Poplitz eine eigene Schule. Infolge von Krankheit und Pensionierung des Lehrers Liebau wurden die Kinder ab 9. Dezember 1878 nach Beesenlaublingen eingeschult und zwar unter Voraussetzung jährlicher Kündigung.
Das Poplitzer Schloss wurde nach 1990 in Privatbesitz verkauft und saniert.

## Regenstation Poplitz
| Niederschlagsmengen in Poplitz 1911–1920 | Niederschlagsmengen in Poplitz 1911–1920 |
| ---------------------------------------- | ---------------------------------------- |
| 1911                                     | 189 mm                                   |
| 1912                                     | 462 mm                                   |
| 1913                                     | 353 mm                                   |
| 1914                                     | 549 mm                                   |
| 1915                                     | 465 mm                                   |
| 1916                                     | 435 mm                                   |
| 1917                                     | 337 mm                                   |
| 1918                                     | 504 mm                                   |
| 1919                                     | 402 mm                                   |
| 1920                                     | 304 mm                                   |

Der Niederschlag in Form von Regen, Schnee, Tau usw. ist der Hauptfaktor oder oberster Macher in der Landwirtschaft. Zur Messung der Niederschläge bediente man sich der Regenmesser. Der bekannteste von Professor Helmann wird allweit angewandt. Die Station in Poplitz besaß drei Stück; zwei mit 200 cm² und einen mit 100 cm². 1 mm bedeutet 1 Liter Wasser auf 1 m² Fläche. Der Schnee, die Graupel usw. wurden in einem warmen Raum aufgetaut und das Wasser gemessen. Auf der Poplitzer Station standen ein großer und ein kleiner Regenmesser etwa 1 m auseinander und die Ränder der Auffangflächen standen 1 m über der Erdoberfläche. Auf dem Erdboden war noch ein Brett 30 × 55 cm groß neben der Säule des Regenmessers waagerecht hingelegt. Der auf dieses Brett gefallene Schnee wurde mit der oberen Hälfte des Regenmessers ausgestochen und dieser dann aufgetaut und gemessen. Poplitz liegt in den Trockengebieten mit rund 424 mm Niederschlägen im Vergleich zu den Alpen mit 2600 mm. In den Trockengebieten mit reichlich Sonnenschein gedeiht die Zuckerrübe sehr gut. Das Längenprofil vom Brocken nach Oberröblingen oder Brocken nach Poplitz beträgt ungefähr 100 km. Auf dieser Strecke lagen folgende Regenstationen:
|               | Höhe über NN | Niederschlag |
| ------------- | ------------ | ------------ |
| Brocken       | 1141,2 m     | 1637 mm      |
| Torfhaus      | 800 m        | 1538 mm      |
| Schierke      | 620 m        | 1153 mm      |
| Braunlage     | 565 m        | 1129 mm      |
| Hasselfelde   | 450 m        | 722 mm       |
| Wippra        | 215 m        | 566 mm       |
| Eisleben      | 120 m        | 494 mm       |
| Oberröblingen | 94 m         | 430 mm       |
| Poplitz       | 65 m         | 424 mm       |

Dies waren die Durchschnittsmessungen von 1910 bis 1940. Von Friedeburg bis Gröna bildet sich eine Wasserscheide, denn die Gewitter- und Regenwolken, die vom Harz kommen, entladen sich fast ausnahmslos zwischen dem Harzgebirge und der Saale. Die Poplitzer Gegend bekommt dann nur den Wind und Sturm ab. Links der Saale sind große Wolkenbrüche zu verzeichnen, beispielsweise in Helmsdorf, Heiligenthal, Schackenthal, Schackstedt, Gerbstedt, Belleben und in den Taldörfern. In Poplitz wurden während dieser Katastrophen nur einige Millimeter gemessen. Das Jahr 1911 erbrachte nur 189 mm Niederschlag. Der Juli 1914 erbrachte dagegen 189,5 mm. Das regenreichste Jahr war 1906 mit 567 mm. Der Februar 1929 war mit −31 °C der kälteste Monat seit 160 Jahren. Am 15. Juli 1928 waren es 35 °C im Schatten und 46 °C in der Sonne. Im Zusammenhang sei erwähnt, dass der Februar 1866 der einzige Monat ohne Vollmond gewesen ist. Ein ähnlicher Vorgang wird erst in zweieinhalb Millionen Jahren sich wiederholen. Die Regenstation wurde nach dem Zweiten Weltkrieg aufgegeben.

## Söhne des Ortes
- Heinrich von Krosigk (1700–1746), Hofmarschall
- Dedo von Krosigk (1776–1857), Landrat, Rittergutsbesitzer
- Heinrich Ferdinand von Krosigk (1778–1813), preußischer Major, prominentes Opfer der Völkerschlacht bei Leipzig
- Ludwig Franz von Krosigk (1781–1821), preußischer Major
- Ernst von Krosigk (1782–1872), preußischer Generalleutnant
- Friedrich von Krosigk (1784–1871), Politiker, Mitglied des Preußischen Herrenhauses
- Anton Emil von Krosigk (1790–1868), Geheimrat, Kammerherr, Schlosshauptmann und preußischer Rittmeister
- Vollrath von Krosigk (1819–1889), Politiker, Mitglied des Preußischen Herrenhauses